# Scaphyglottis lindeniana
Scaphyglottis lindeniana é uma espécie de orquídea epífita, cujos novos pseudobulbos geralmente brotam tanto da base como do topo dos pseudobulbos mais antigos. É originária do México ao Suriname e Bolívia, mas não existe no Brasil.